# Airstars
Airstars (russisch ООО Авиакомпания Аэростарз) war eine russische Fluggesellschaft mit Sitz in Moskau. Airstars nahm 2000 den operativen Betrieb auf. Die Flotte bestand zwischenzeitlich aus acht Flugzeugen:
- 1 Iljuschin Il-62M
- 3 Iljuschin Il-76TD
- 1 Iljuschin Il-96-300
- 3 Tupolew-Tu-214